# Low-Carb

Tortendiagramme der Zusammensetzung verschiedener Ernährungskonzepte:
typische westliche Ernährung (entspricht der DGE-Empfehlung mit ca. 50 % Kohlenhydratanteil); Atkins-Diät in der Einführungsphase; Ketogene Diät mit 4:1-Verhältnis von Fett zu Kohlenhydraten/Proteinen; Medium-chain-Triglyceride (MCT) ketogene Diät.
Prozente in den Graphen (Carbs, Proteine, Fett, MCT Fett): Normal: 50, 15, 35, 0; Atkins : 5, 35, 59, 0; Classic ketogenic: 1.6, 8.4, 90, 0; MCT ketogenic: 19, 10, 11, 60.

Der Begriff Kohlenhydratminimierung bzw. Low-Carb (von englisch carb, Abkürzung für carbohydrates ‚Kohlenhydrate‘) bezeichnet verschiedene Ernährungsformen oder Diäten, bei denen der Anteil der Kohlenhydrate an der täglichen Nahrung reduziert wird. Motivation ist häufig eine erwünschte Gewichtsreduktion, als Therapie einer Stoffwechselerkrankung oder als allgemeine Ernährungsform mit erhofften positiven prophylaktischen Gesundheitsauswirkungen.
Die täglichen Mahlzeiten bestehen hauptsächlich aus Gemüse, Milchprodukten, Fisch und Fleisch, wobei Fette und Proteine die wegfallenden Kohlenhydrate ersetzen. Die empfohlene Energiezufuhr durch Kohlenhydrate, gegenüber einer typischen westlichen Ernährung mit ca. 50 % Anteil, schwankt je nach Form der Low-Carb-Ernährung stark, von der ketogenen Diät, bei der der Anteil auf theoretisch null reduziert sein kann, bis zu Formen, welche nur geringe Reduktionen empfehlen.
Wissenschaftliche Studien zeigen keinen besonderen Nutzen von Low-Carb-Diäten zur Gewichtsreduktion. Langfristig können sich außerdem eine Reihe gesundheitliche Nachteile einstellen.

## Wirkung
Die Zellen des menschlichen Körpers werden bei gewöhnlicher Ernährung über Einfachzucker wie Glucose und Fructose im Blut mit Energie versorgt. Kohlenhydrate wie Getreide oder Kartoffeln bestehen aus längeren Ketten und werden vom Verdauungssystem in verwertbare Einfachzucker umgewandelt.
Werden nicht ausreichend Kohlenhydrate mit der Nahrung aufgenommen, findet eine Umstellung des Stoffwechsels in Richtung Katabolismus statt. In diesem Zustand erzeugt der Organismus in der Leber aus den Fettreserven über Acetyl-CoA körpereigene Energieträger, die sog. Ketone.
Die Metabolismusumstellung wird von einem absinkenden Insulinspiegel eingeleitet, sodass anabole Insulineffekte nicht mehr auftreten. Stattdessen wird vermehrt Glukagon ausgeschüttet, was zur Nutzung von Glykogen und Fetten führt.

### Kurzfristige Wirkungen
Der Energiestoffwechsel des Körpers stellt sich von dem bei typisch westlicher Ernährung vorherrschenden Kohlenhydratstoffwechsel auf den Fettstoffwechsel um.
Fette erzeugen ein intensiveres Sättigungsgefühl als (lösliche) Kohlenhydrate.

### Langfristige Wirkungen
Siehe Low-Carb#Langfristige Low-Carb-Ernährung

## Entwicklung
Das Prinzip der kohlenhydratarmen Diät stammt aus dem 19. Jahrhundert und wurde zuerst von dem Engländer William Banting (1797–1878) durch sein Buch Letter on Corpulence bekannt, das in mehrere Sprachen übersetzt wurde. Die sehr fleischbetonte Kost war ihm zur Gewichtsabnahme von seinem Arzt verordnet worden, und er nahm damit innerhalb eines Jahres nach eigenen Angaben 23 kg ab. Diese Diät war Ende des 19. Jahrhunderts auch in Deutschland als Banting-Kur bekannt. Auch der Göttinger Arzt Wilhelm Ebstein empfahl schon im 19. Jahrhundert eine „Fleisch-Fett-Diät“ und den weitgehenden Verzicht auf Kohlenhydrate. Auch der französische Gastrosoph Jean Anthelme Brillat-Savarin vertrat die Ansicht, dass vor allem die Stärke in Brot und Mehl dick mache. Wolfgang Lutz, ein österreichischer Arzt (siehe Lutz-Diät), beschränkte ab dem Frühjahr 1958 seine tägliche Kohlenhydrataufnahme auf 72 Gramm (6 BE), worauf sich sein Gesundheitszustand nach eigenen Angaben verbesserte. Im Jahr 1967 veröffentlichte er sein zunächst wenig beachtetes Buch „Leben ohne Brot“. Populär wurde die Low-Carb-Ernährung dann erneut in den 1970er Jahren durch die von Robert Atkins, einem US-amerikanischen Arzt, publizierte Atkins-Diät. Atkins wertete Forschungen aus den 1950er Jahren aus und bewertete sie neu.
Eine Variante der Low-Carb-Ernährung sind Diäten, die den Glykämischen Index mit einbeziehen (z. B. Logi-Methode).

## Theorien und Ansätze
Die Low-Carb-Vertreter gehen davon aus, dass eine Ernährung mit einem hohen Anteil an Kohlenhydraten generell negative Auswirkungen auf die Gesundheit hat und die Entstehung so genannter Zivilisationskrankheiten begünstigt sowie eher zu Übergewicht führt als eine kohlenhydratarme Ernährung. Eine der Grundideen dahinter ist das Konzept eines Menschen, der genetisch nur bedingt an die kohlenhydratlastige Ernährung mit Getreideprodukten, verfügbar mit dem Auftreten der Ackerbaukultur vor ca. 10.000 Jahren, angepasst ist. Es wird postuliert, dass der Mensch physiologisch noch besser an eine Ernährungszusammensetzung einer Jäger- und Sammlerkultur mit viel Fett und Protein und wenig kurzkettigen Kohlenhydraten angepasst ist, was auch zur Empfehlung einer sogenannten Steinzeiternährung führte.

### Kohlenhydratstoffwechsel

Im Bild die Schwankungen des Blutzuckers (rot) und des den Blutzucker kontrollierenden Hormons Insulin (blau) beim gesunden Menschen über den Tagesverlauf mit drei Mahlzeiten. Aufgezeigt auch ist der Einfluss einer zuckerhaltigen (gestrichelt) gegenüber einer stärkehaltigen (durchgezogene Linie) Mahlzeit.

Als einer der relevanten physiologischen Wirkmechanismen der aufgenommenen Kohlenhydrate auf den menschlichen Metabolismus wird von Low-Carb-Vertretern der Einfluss auf den Blutzuckerspiegel genannt. Wenn man Kohlenhydrate in Form bestimmter Einfachzucker (wie Glucose und Galactose) zu sich nimmt, steigt der Blutzuckerspiegel schnell und stark an. Dies geschieht, weil der Körper diese beiden Einfachzucker sofort aufnehmen kann. Als Reaktion darauf schüttet die Bauchspeicheldrüse verstärkt das Hormon Insulin aus, um den Zuckeranteil im Normbereich zu halten, da das Insulin die Aufnahme des Zuckers zur Energiegewinnung und Speicherung in die verschiedenen Körperzellen regelt.
Auch sind Kohlenhydrate kein essentieller Bestandteil der Nahrung, da der Körper sie in der Gluconeogenese unter Energieaufwand aus anderen Nahrungsbestandteilen wie Proteinen und Glycerin selbst herstellen kann.
Der tägliche Glucosebedarf eines erwachsenen Menschen beträgt ungefähr 160 g, wobei davon allein 120 g das Gehirn benötigt, demgegenüber steht die Fähigkeit der Leber, täglich etwa 180 bis 200 g Glucose zu synthetisieren. Dementsprechend ist auch eine eigenständige Erkrankung des Menschen durch das Fehlen von Kohlenhydraten unbekannt.

### Körpergewicht
Kurz- und mittelfristig können Menschen, die sich kohlenhydratarm ernähren, mehr Gewicht verlieren als Menschen, die sich fettarm ernähren. Diese Menschen haben anfangs einen sehr geringfügig höheren Gewichtsverlust, der etwa 100 kcal/Tag entspricht, aber der Vorteil nimmt im Laufe der Zeit ab und ist letztlich unbedeutend. Die Endocrine Society stellte fest, dass „bei konstanter Kalorienzufuhr […] die Körperfettansammlung selbst durch sehr ausgeprägte Veränderungen der Fett- gegenüber der Kohlenhydratmenge in der Ernährung nicht beeinflusst zu werden scheint.“
Ein Großteil der Forschungsarbeiten, in denen fettarme mit kohlenhydratarmen Diäten verglichen wurden, war von schlechter Qualität, und Studien, die über große Effekte berichteten, haben im Vergleich zu methodisch soliden Studien unverhältnismäßig viel Aufmerksamkeit erhalten. In einem Review aus dem Jahr 2018 heißt es, dass „qualitativ hochwertigere Meta-Analysen nur geringe oder gar keine Unterschiede bei der Gewichtsabnahme zwischen den beiden Diäten aufwiesen“. In einer systematischen Übersichtsarbeit wurde berichtet, dass 8 von 10 Meta-Analysen untersuchten, ob die Ergebnisse der Gewichtsabnahme durch Publikationsfehler beeinflusst worden sein könnten, und 7 von ihnen kamen zu einem positiven Ergebnis. Eine Übersichtsarbeit aus dem Jahr 2017 kam zu dem Schluss, dass verschiedene Diäten, einschließlich kohlenhydratarmer Diäten, ähnliche Ergebnisse bei der Gewichtsabnahme erzielen, die hauptsächlich durch die Kalorienrestriktion und die Einhaltung der Diät und nicht durch die Art der Diät bestimmt werden.
Ein anderer Wirkmechanismus für Gewichtsreduktion durch Low-Carb-Diäten könnte ein stärkeres oder früheres Sättigungsgefühl sein, welches durch den größeren Eiweißanteil in der Nahrung ausgelöst wird, wie Studien andeuten. Wissenschaftler um Rachel L. Batterham konnten zeigen, dass Peptid Tyrosyl-Tyrosin (PYY) freigesetzt wird, wenn Protein vom Körper aufgenommen wird.

## Formen von Low-Carb-Diäten
Die Ernährungsregeln der verschiedenen Low-Carb-Vertreter sind uneinheitlich und weichen teilweise stark voneinander ab. Allgemein wird heute üblicherweise unterschieden:
- ketogene Ernährung 0–20 g Kohlenhydrate pro Tag
- moderate Low-carb-Ernährung 20–50 g Kohlenhydrate pro Tag
- liberale Low-carb-Ernährung 50–100 g Kohlenhydrate pro Tag

Zu Beginn fast ganz auf Kohlenhydrate verzichtet die Atkins-Diät, während bei einigen (zum Beispiel der Logi-Methode) nur die Zufuhr von Kohlenhydraten mit hohem glykämischen Index vermieden werden soll. Die Grenze zwischen Low-Carb und ketogener Diät ist nicht eindeutig definiert; sie liegt zwischen 30 und 50 g Kohlenhydraten täglich.
Erwähnenswert ist, dass ein Großteil der wissenschaftlichen Studien zu Low-carb-Ernährung bis zu 130 g Kohlenhydrate erlauben, was nicht mehr heutigen Empfehlungen entspricht.

### Begrenzung der täglichen Kohlenhydratmenge
Bei dieser Variante wird die Kohlenhydratmenge begrenzt, beispielsweise auf maximal 70 bis 110 g pro Tag, wobei die genaue Menge für jeden anders sein kann (Atkins-Diät). Bei der Lutz-Diät werden sechs Broteinheiten empfohlen.
Die Zusammensetzung der Nahrung besteht bei Wolfgang Lutz, Jan Kwasniewski und A. Felix überwiegend aus tierischen Nahrungsmitteln. Der Brennstoff Kohlenhydrat wird durch den Brennstoff Fett ersetzt. Produkte mit Zucker und Stärke sollen weitgehend weggelassen werden.

### Beachtung des Glykämischen Index bzw. der Glykämischen Last
Bei dieser Form der Low-Carb-Ernährung wird bei den Kohlenhydraten nicht nur die Menge betrachtet, sondern auch die Geschwindigkeit, mit der sie den Blutzucker erhöhen.
Lange wurde nach der Größe des Kohlenhydrat-Moleküls sortiert: Man unterschied die Monosaccharide (Einfachzucker) und die Polysaccharide (Mehrfachzucker). Mittlerweile bewertet man Kohlenhydrate aber nach dem Glykämischen Index (GI), um zu erfahren, wie schnell ein Lebensmittel den Blutzuckerspiegel erhöht (siehe GI-Liste).
Der Grund für die Beachtung der Geschwindigkeit des Blutzuckeranstiegs ist die Tatsache, dass ein schneller Anstieg des Blutzuckerspiegels zu einer starken Insulinausschüttung führt, weswegen der Blutzuckerspiegel auch schnell wieder sinkt. Dadurch bekommt man schneller wieder Hunger, so die Theorie.
Seit Kurzem wird anstelle des Glykämischen Index vermehrt die Glykämische Last (GL) verwendet, da diese die tatsächliche Belastung des menschlichen Körpers genauer widerspiegelt (siehe dort).

## Übersicht der Low-Carb-Ernährungskonzepte
- Die Anabole Diät hat das Ziel, trotz Fettabbaus die körpereigene Muskelmasse beizubehalten oder auszubauen. Sie orientiert sich dabei auch an den Richtlinien der Atkins-Diät.
- Die Atkins-Diät erlaubt am Anfang kaum Kohlenhydrate und ist sehr fett- und eiweißreich.
- Bei der Dukan-Diät wird in der ersten Phase fast komplett auf Kohlenhydrate verzichtet, in der zweiten Phase werden nur Gemüse mit einem geringen Anteil an Kohlenhydraten zugelassen.
- Der Name der Hollywood-Diät leitet sich vom bekannten Umfeld der Filmstudios her. Auch hierbei handelt es sich um eine außerordentlich eiweißreiche Diät.
- Die Ernährungsform LCHF (low-carb high-fat) reduziert die Kohlenhydrate auf ein Minimum (typischerweise 0–50 g/Tag) und gleicht die fehlende Nahrungsmenge mit natürlichem Fett (z. B. tierisches Fett wie Butter, fettes Fleisch, Nüsse, Avocados) und kohlenhydratarmem Gemüse aus (z. B. Blumenkohl, Brokkoli, Spinat, Blattsalat). Die Proteinmenge bleibt dabei moderat. LCHF zielt darauf ab, möglichst natürliche Nahrungsmittel ohne künstliche Zusatzstoffe (Süßstoffe etc.) einzusetzen.[16] LCHF ist vor allem in Schweden stark verbreitet, dort wird der LCHF-Ansatz von mehr als 20 % der Bevölkerung umgesetzt. In Südafrika ist LCHF auch als Banting-Diät bekannt. Bei weniger als 20 g Kohlenhydraten pro Tag wirkt LCHF ketogen.
- Die Logi-Methode nach Nicolai Worm basiert vor allem auf GI/GL. Grundlage sind Fleisch, Fisch, Gemüse, Obst und Öle. Die Ernährung ist sehr eiweißreich.
- Die Lutz-Diät beschränkt die Kohlenhydrate auf 6 Broteinheiten (BE).
- Die ketogene Ernährung ist eine Ernährungsform, die allgemein zur Gewichtsabnahme, aber auch als medizinisch indiziertes Therapieverfahren, vor allem bei Kindern mit pharmakoresistenter Epilepsie, Glukosetransporterstörung (beispielsweise GLUT1-Defizit-Syndrom) und Pyruvatdehydrogenasemangel eingesetzt wird.
- Die vom amerikanischen Personal Trainer und Ernährungsberater David Kirsch entwickelte und deswegen auch unter dem Namen David-Kirsch-Diät zu findende New-York-Diät erlaubt Kohlenhydrate aus Obst, Gemüse und Hülsenfrüchten, verbietet hingegen weitgehend die stärkehaltigen Beilagen wie Nudeln, Reis, Kartoffeln, Brot und Zucker. Diese Crash-Diät besteht ebenfalls aus drei Phasen, wobei man in Phase 1 komplett auf Kohlenhydrate verzichtet.
- Der vollständige Verzicht auf kohlenhydratreiche Nahrungsmittel während Proteine als Hauptenergieträger fungieren, wird als No Carb bezeichnet.
- Die South-Beach-Diät nach Arthur Agatston basiert ebenfalls auf dem GI. Hier werden kohlenhydratarme und fettarme Ernährung miteinander kombiniert. Bei dieser eiweißbetonten Ernährung werden pro Tag drei Mahlzeiten empfohlen, die jeweils mit einer Eiweißquelle (Fisch, Soja, Eier) verspeist werden.
- Die Strunz-Diät von Ulrich Strunz ist ein kohlenhydratreduziertes Diät- und Sportprogramm. Das Ernährungsprogramm wird in drei Phasen aufgeteilt (Vital-Fatburning, Intervall-Diät, Dauerernährung).

Weiterhin gibt es Ernährungskonzepte, die die Kohlenhydratmenge nicht beschränken, und deshalb keine Low-Carb-Diäten im eigentlichen Sinne darstellen, aber häufig im Kontext genannt werden. Dazu gehören:
- Die Glyx-Diät, die auf einem möglichst niedrigen glykämischen Index basiert, unterscheidet zwischen „guten“ und „schlechten“ Kohlenhydraten anhand ihrer Wirkung auf den Blutzuckerspiegel. Glyx-Diät basiert auf Gemüse, Obst und Vollkornprodukten mit einem Glyx-Wert von unter 50.
- Die Paläo-Diät (auch Steinzeiternährung) soll eine Ernährungsform sein, wie sie die Steinzeitmenschen praktizierten. Es wird auf das Nahrungsangebot zurückgegriffen, welches unsere Vorfahren vor über 10.000 Jahren zur Verfügung hatten.
- Die Montignac-Methode richtet sich nach dem GI, begrenzt die Menge der Kohlenhydrate nicht und ist eine Form der Trennkost. Der Fettanteil beträgt maximal 30 %.

## Kontroverse und Diskussion

### Empfehlungen von Behörden
Die Gesellschaften für Ernährung in Deutschland, Österreich und der Schweiz empfehlen einen Kalorienanteil von Kohlenhydraten in der Nahrung von über 50 %. Die Europäische Behörde für Lebensmittelsicherheit (EFSA) empfiehlt einen Kalorienanteil von 45–60 %, in den USA werden 45–65 % empfohlen und die Weltgesundheitsorganisation (WHO) empfiehlt einen Kalorienanteil von 55–75 %. Die WHO empfiehlt zudem, dass nicht mehr als 10 % der täglichen Kalorienaufnahme Zucker sein sollen. Kohlenhydrate mit einem hohen glykämischen Index wie Zucker begünstigen eine übermäßige Aufnahme von Nahrungsenergie und Hyperphagie. Lösliche Kohlenhydrate erzeugen weniger Sättigungsgefühl. Bei längerfristiger starker körperlicher Betätigung wird eine Aufnahme von 30 bis 60 g pro Stunde empfohlen, bei über 2,5 Stunden Dauer wird eine Aufnahme von 90 g pro Stunde empfohlen.

### Gewichtsreduktion
Ein Cochrane-Review aus dem Jahr 2022 kommt zu dem Schluss, dass Low-Carb-Diäten keinen Vorteil bei der Gewichtsreduktion bieten, wenn man sie mit Diäten vergleicht, bei denen das Verhältnis von Fett, Kohlenhydraten und Protein den allgemeinen Empfehlungen für eine gesunde Ernährung entspricht.
Ein Übersichtsartikel von 2004 in The Lancet beschrieb die Gewichtsreduktion mit Low-Carb-Diäten als nicht effektiver als Low-Fat, und vor allem durch Wasserausschwemmung und verstärktes Sättigungsgefühl erzeugt. Es wurden außerdem Studien zur Erforschung der Langzeitwirkung einer Low-Carb-Diät gefordert.
Eine systematische Übersichtsarbeit wertete andere systematischen Übersichtsarbeiten über die ketogene Ernährung aus, mit dem Ziel, die Effektivität der Low-Carb-Ernährung zum Zweck der Reduktion des Körpergewichts bei übergewichtigen Erwachsenen zu bewerten. Als Kriterien zur Einordnung der untersuchten Übersichtsarbeiten wurden die Methoden, die Qualität der Studien und deren Aussagekraft, sowie die erreichte Gewichtsreduktion herangezogen. Besonders die Studien von geringer Qualität zeigten einen angeblichen Vorteil der Low-Carb-Ernährung, während systematische Übersichtsarbeiten von hoher Qualität nur geringe oder keinen Unterschied zu einer gesunden Ernährungsform, bei der die Energiezufuhr beschränkt wird, angeben. Es wurde der Schluss gezogen, dass die Studienlage ungenügend ist und bessere Peer-Reviews und Methoden benötigt werden. Zum Schluss wurde die Low-Carb-Ernährung zum Zweck der Reduktion des Körpergewichts bei übergewichtigen Erwachsenen nicht stärker empfohlen, als eine gesunde Ernährungsform, bei der die Energiezufuhr beschränkt wird.

### Cholesterin
Die Auswirkung auf verschiedene Formen des Cholesterin muss differenziert betrachtet werden und zeigt keine einseitigen Vorteile einer Low-Carb-Diät gegenüber einer Low-Fat-Diät. Werte von einigen Formen des Cholesterin (engl. Triglyceride und high-density lipoprotein cholesterol) werden stärker durch Low-Carb-Diäten verbessert, als durch Low-Fat-Diäten, während der Gesamtwert des Cholesterins und andere Formen (engl. low-density lipoprotein cholesterol) stärker durch Low-Fat-Diäten verbessert werden.

### Diabetes
Der Einsatz einer Low-Carb-Diät bei Diabetes wird von Experten kontrovers diskutiert. Extreme Low-Carb-Diäten mit weniger als 50 g Kohlenhydraten am Tag werden von der Deutschen Diabetes Gesellschaft (DDG) nicht empfohlen. Für weniger extreme Varianten mit 130 g Kohlenhydraten am Tag gibt es laut DDG derzeit keine Evidenz, die deren Einsatz als zielführend beweisen könnte. Nötig sei jedenfalls ein Nieren-Monitoring, da beim Verzicht auf Kohlenhydrate oft auch mehr Eiweiß aufgenommen wird. Eine gesunde Variante sieht die DDG in einer mediterranen Ernährung, da diese auf pflanzliche Kost aufbaue. Jedenfalls sollten reduzierte Kohlenhydrate nicht durch Fleisch ersetzt werden, da dies die Mortalität erhöht.

### Kohlenhydrat-Insulin-Hypothese
Die „Kohlenhydrat-Insulin-Hypothese“ der Fettleibigkeit geht davon aus, dass Diäten mit einem hohen Anteil an Kohlenhydraten die Insulinsekretion erhöhen und dadurch die Freisetzung von Fettsäuren aus dem Fettgewebe in den Blutkreislauf unterdrücken. Die zirkulierenden Fette werden so in Richtung Fettspeicherung gelenkt, weg von der Oxidation durch stoffwechselaktive Gewebe wie Muskel und Leber.
Anstatt dass Überernährung passive Fettspeicher infolge anlegt, führt das Kohlenhydrat-Insulin-Modell die endokrine Dysregulation des Fettgewebes als die Hauptursache für eine positive Energiebilanz aus. Die Hypothese sagte voraus, dass eine kohlenhydratarme Diät sich einen „metabolischen Vorteil“ in Form eines erhöhten Energieverbrauchs von 400–600 kcal/Tag verschafft, was dem Versprechen der Atkins-Diät entspräche: ein „hochkalorischer Weg, um für immer schlank zu bleiben“. Propagiert wurde die Hypothese 2012 durch den US-amerikanischen Journalisten Gary Taubes, und namhaften Wissenschaftlern, u. a. in der New York Times. Taubes gründete 2012 die Nutrition Science Initiative (NuSI) mit dem Ziel, mehr als 200 Millionen US-Dollar aufzubringen, um ein „Manhattan-Projekt für Ernährung“ durchzuführen und die Hypothese zu validieren.
Zwischenergebnisse, die im American Journal of Clinical Nutrition veröffentlicht wurden, lieferten keine überzeugenden Beweise für einen Vorteil einer kohlenhydratarmen Diät im Vergleich zu Diäten mit anderer Zusammensetzung. Diese Studie ergab einen marginalen (~100 kcal/Tag) Effekt der ketogenen Diät, gemessen an der Erhöhung des in einer Atemkammer gemessenen 24-Stunden-Energieverbrauchs, der jedoch im Laufe der Zeit nachließ. 2017 schrieb Kevin Hall, ein Forscher des National Institutes of Health, der zur Unterstützung des Projekts eingestellt wurde, dass die Kohlenhydrat-Insulin-Hypothese durch das Experiment falsifiziert worden sei.

### Langfristige Low-Carb-Ernährung
Viele Ernährungswissenschaftler kritisieren Low-Carb als Fehlernährung, in Deutschland vor allem die Deutsche Gesellschaft für Ernährung, die grundsätzlich eine kohlenhydratfokussierte Ernährung vertritt, allerdings im Jahre 2011 neue Leitlinien veröffentlichte, in denen unter Umständen auch „ein Unterschreiten des Richtwerts für Kohlenhydrate für vertretbar“ erklärt wurde. Argumente gegen diese Ernährungsform folgen sowohl aus der einseitigen Ernährung aufgrund der Vermeidung von Kohlenhydraten und der in Relation dazu vermehrten Aufnahme von Eiweißen und Fetten als auch aus der höheren Energiedichte von Fetten gegenüber Kohlenhydraten.
Eine im Juni 2012 im BMJ (British Medical Journal) veröffentlichte Studie fand ein erhöhtes Risiko für Herz-Kreislauf-Krankheiten bei einer Low-Carb-Ernährung. Das Risiko etwa für Herzinfarkt oder Schlaganfall würde bei täglich 20 Gramm weniger Kohlenhydrate und 5 Gramm mehr Protein um 5 Prozent ansteigen. Das Risiko steige auch immer weiter, je kohlenhydratärmer und eiweißreicher man sich ernähre. Im Rahmen dieser Studie wurden jedoch nur Frauen per Fragebogen über ihre Ernährung der letzten 15 Jahre befragt, und es wurde keine weitere Aussage über die genaue Ernährung (z. B. vollständiger Verzicht auf Obst/Gemüse, viel Fleisch anstelle von anderen Proteinquellen etc.) getroffen.
2023 zeigte eine breiter angelegte Studie erneut ein erhöhtes Risiko für Herz-Kreislauf-Erkrankungen.
Eine Studie in der renommierten Fachzeitung The Lancet aus dem Jahr 2018 kommt zu dem Ergebnis, dass Kostzusammenstellungen, welche auf tierisches Eiweiß und Fett aufbauten wie Lamm, Rindfleisch, Schweinefleisch und Geflügel mit einer erhöhten Mortalität verbunden sind. Stammten Eiweiß und Fett hingegen aus pflanzlichen Lebensmitteln wie Gemüse, Nüsse, Erdnussbutter, Vollkornbrot, wird eine erniedrigte Mortalität festgestellt. Insgesamt sei eine Ernährung mit zu hohem und zu niedrigem Kohlenhydratanteil mit einer erhöhten Mortalität verbunden. Am förderlichsten für die Gesundheit war ein Kohlenhydratanteil von 50–55 %.
Eine weitere Studie aus dem Jahr 2020 kommt zu einem vergleichbaren Ergebnis: Wird bei einer kohlenhydratarmen Diät die Kohlenhydrat-Reduktion durch den vermehrten Konsum von tierischen Lebensmitteln erreicht, besteht ein Zusammenhang mit erhöhter Mortalität. Eine pflanzenbasierte Kost hingegen senkt das Mortalitätsrisiko.

### Krebs
2021 stellte eine japanische Studie mit 90.171 Teilnehmern und 17 Jahren Follow-up fest: Je mehr die Teilnehmer einer kohlenhydratarmen Ernährung folgten, desto mehr Fälle an Krebs traten bei ihnen auf. Dabei zeigte sich, dass eine auf tierischen Lebensmitteln basierende kohlenhydratarme Kost zu einem erhöhten Krebsrisiko führte, während dies für eine auf pflanzlichen Fetten basierende Kost nicht der Fall war.